# NGC 3932
NGC 3932 је појединачна звезда у сазвежђу Велики медвед која се налази на NGC листи објеката дубоког неба.
Деклинација објекта је + 48° 40' 3" а ректасцензија 11h 51m 53,0s. Привидна величина (магнитуда) објекта NGC 3932 износи 13,9 а фотографска магнитуда 13,6.